# چم (تفت)
چَم، روستایی زرتشتی‌نشین از توابع بخش مرکزی شهرستان تفت در استان یزد ایران است. روستای چم با آب و هوای گرم و خشک در ۵ کیلومتری شمال خاوری شهر تفت واقع شده‌است.
دین اهالی روستا اسلام شیعه و زرتشتی و زبانشان فارسی با گویش یزدی است. باسوادان ۷۰ درصد مردم این ده را تشکیل می‌دهند.
دخمه چم از آثار باستانی زرتشتیان در این روستا است.
این روستا دارای درخت سرو کهنسالی با قدمت ۳ هزار سال می‌باشد که با شماره ۴۰ در فهرست میراث طبیعی کشور به ثبت رسیده‌است.
اقامتگاه کلبه اجدادی نیز یکی از مکانهای دیدنی این روستا است که شامل صنایع دستی و کارهای سنتی زرتشتیان این روستا است.
گیاهان این روستا شامل شاتره و خاکشیر است که کاربرد دارویی دارند و پوشش گیاهی برای چرای دام است.

## جمعیت
این روستا در دهستان پیشکوه قرار دارد و براساس سرشماری مرکز آمار ایران در سال ۱۳۸۵، جمعیت آن ۱۱ نفر (۵خانوار) بوده‌است.

## نگارخانه

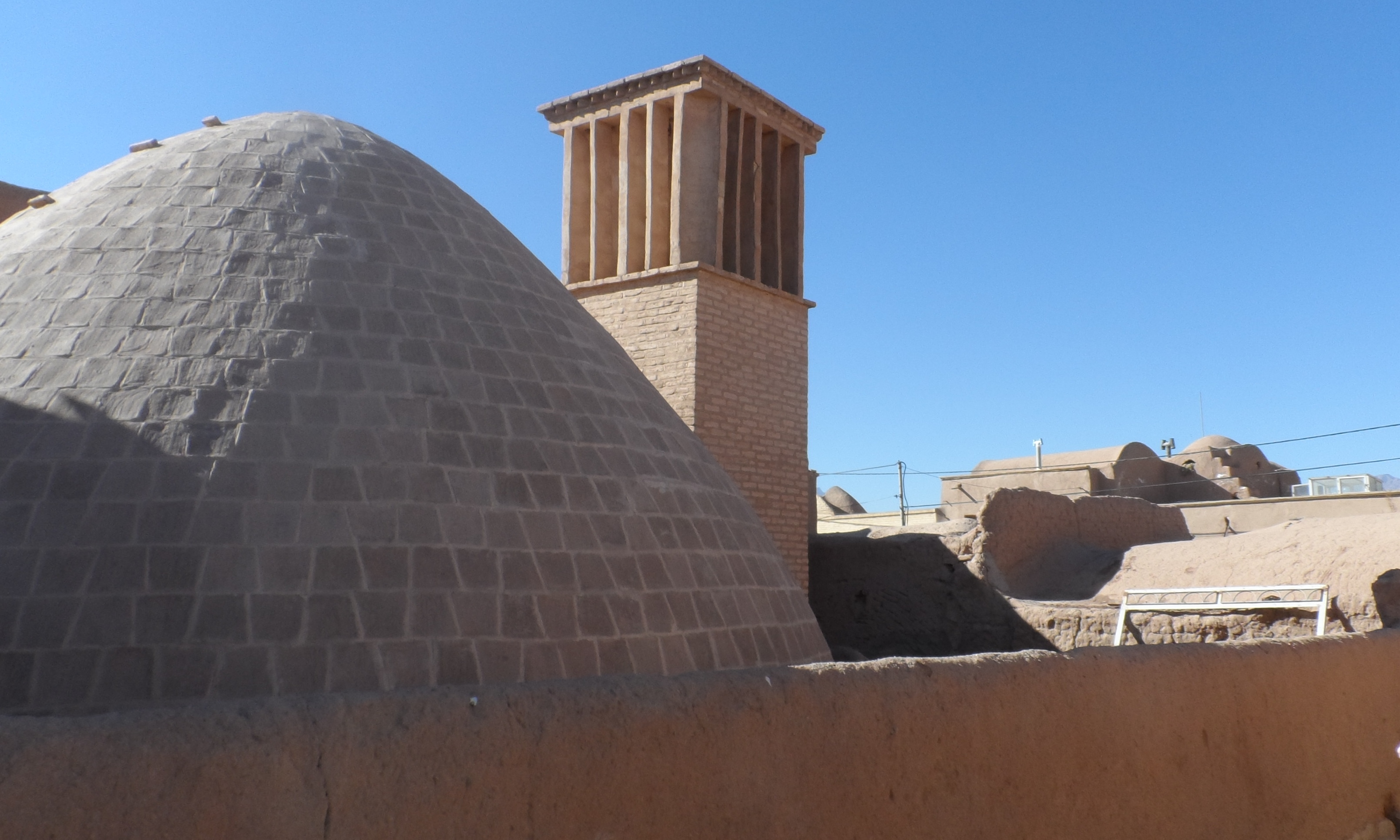
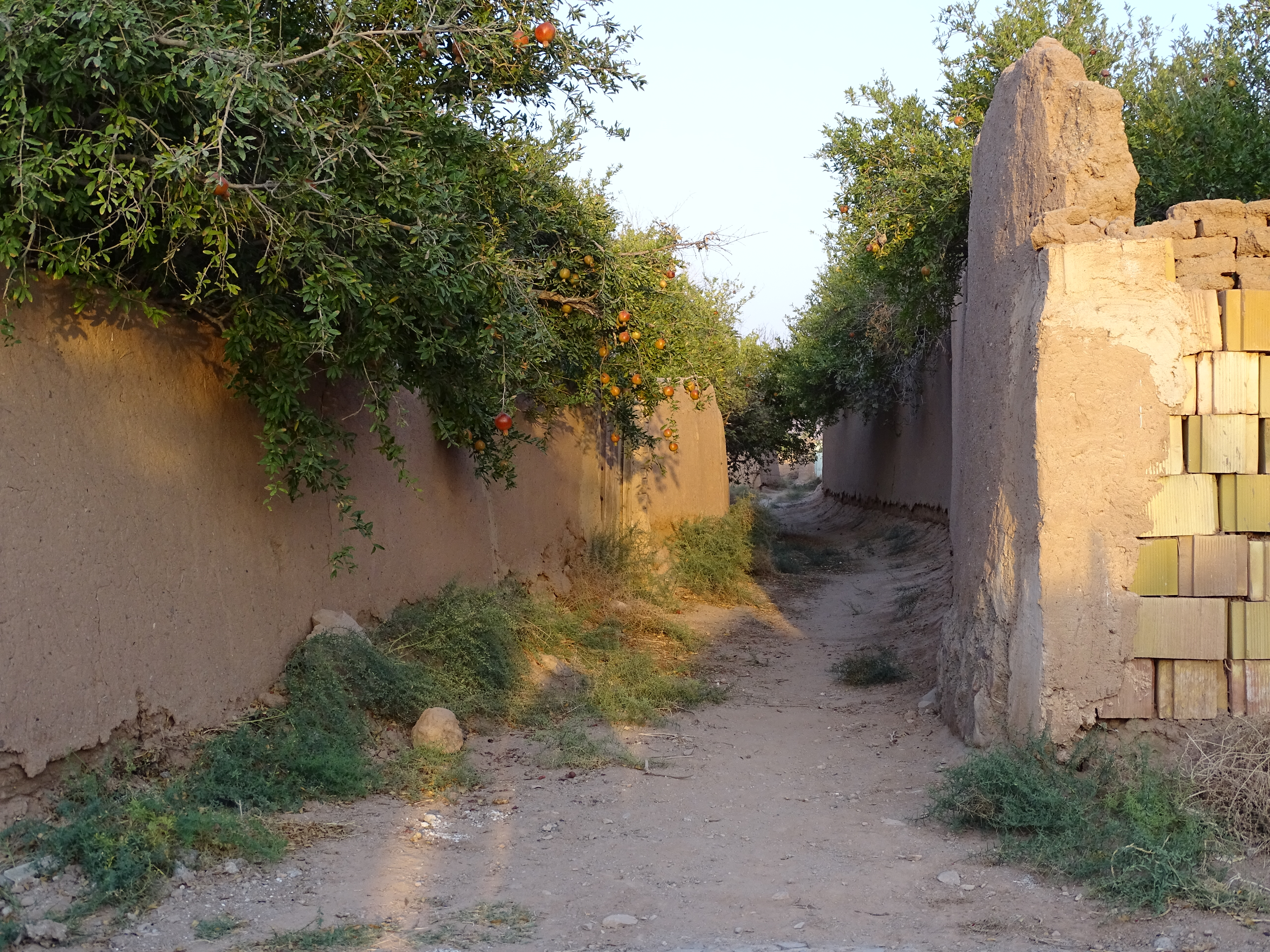
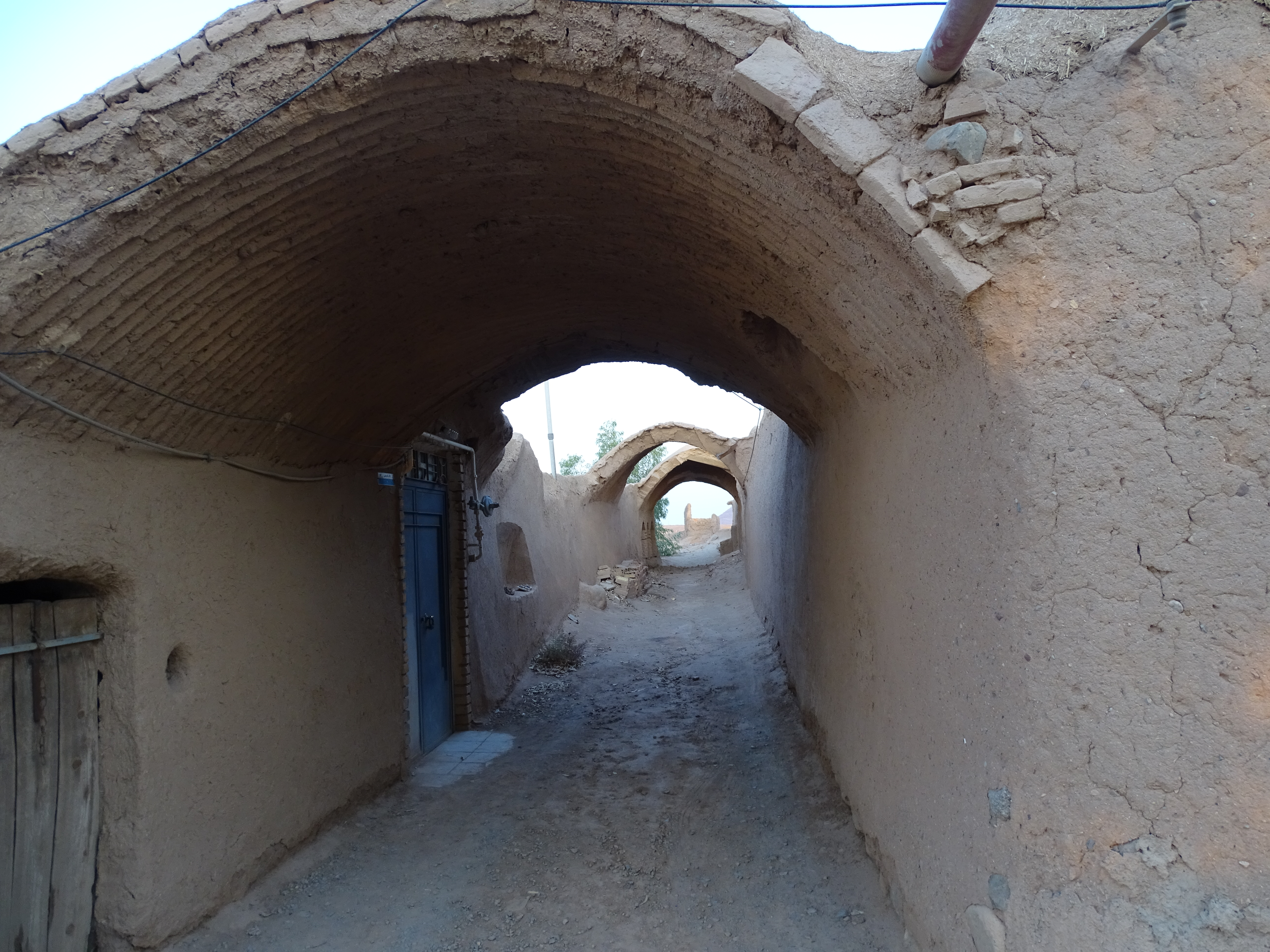
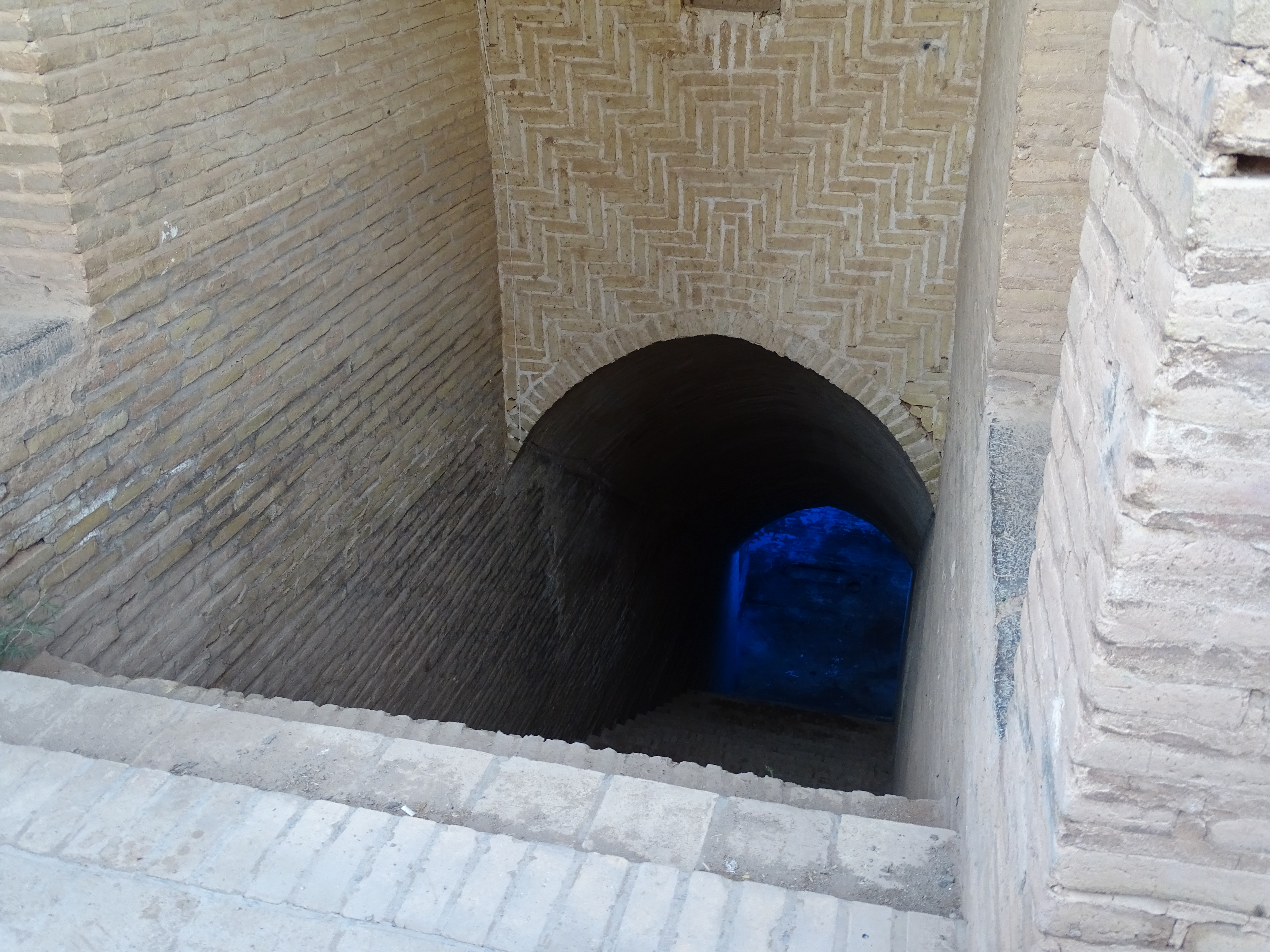
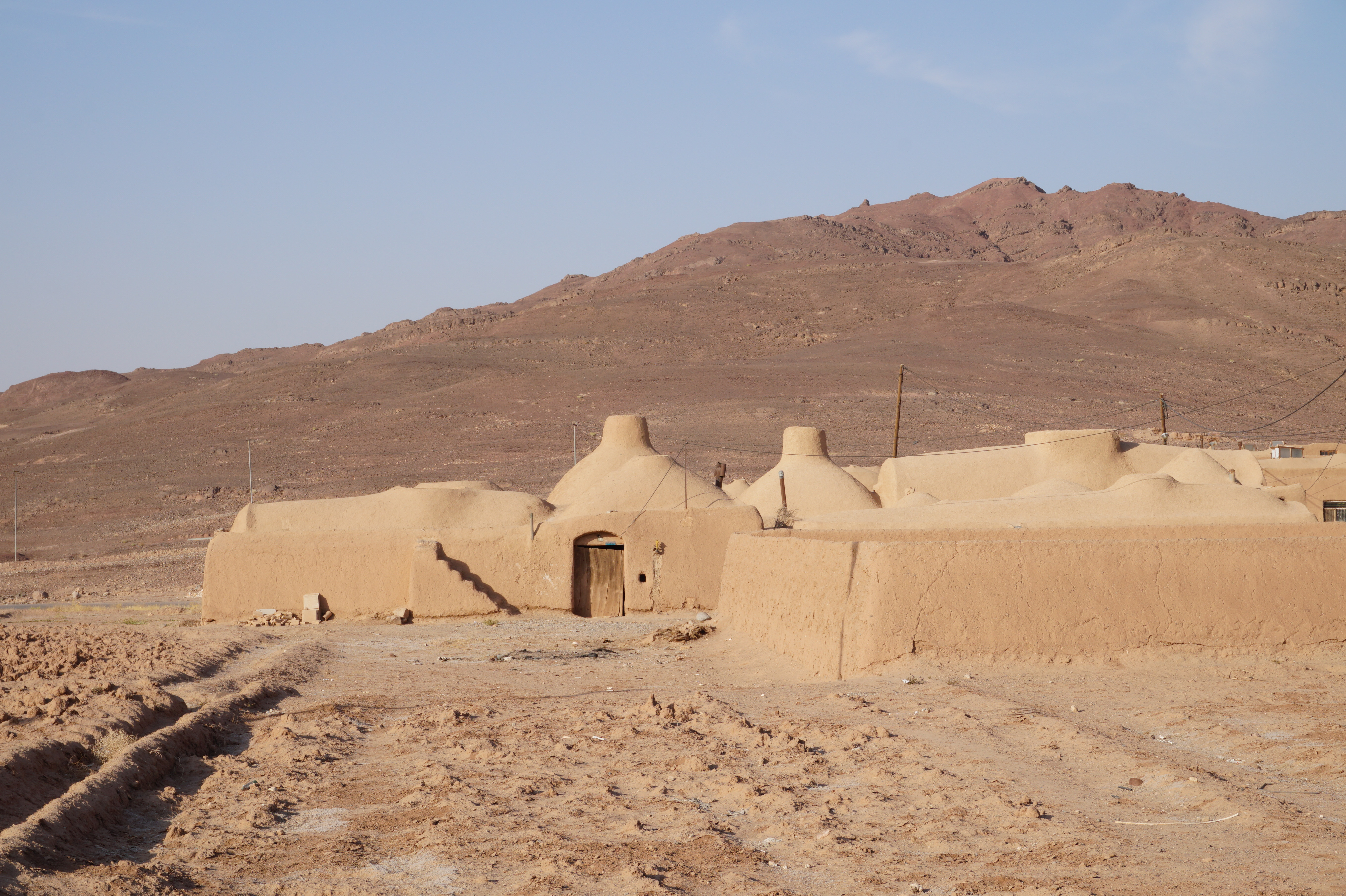
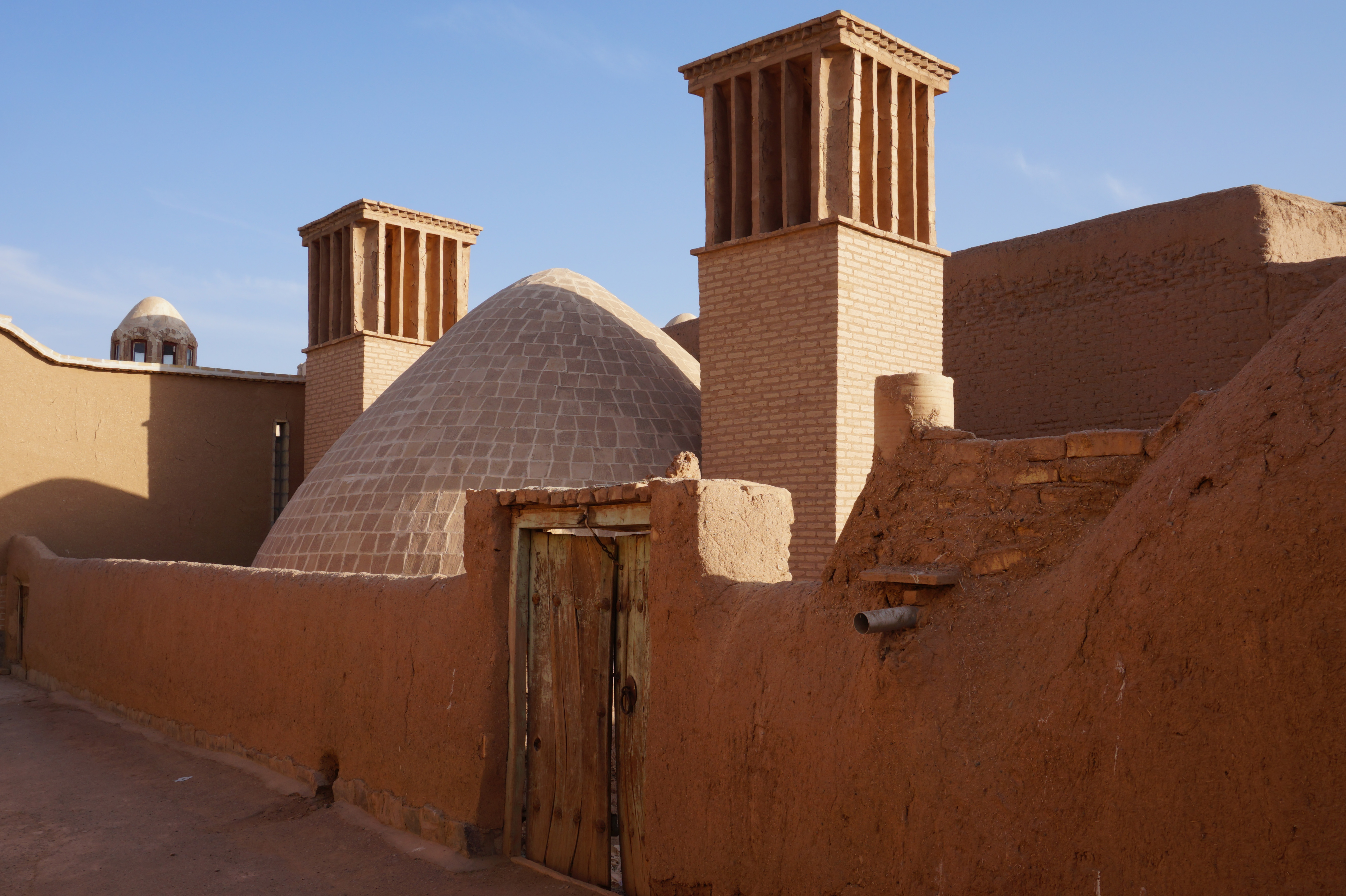
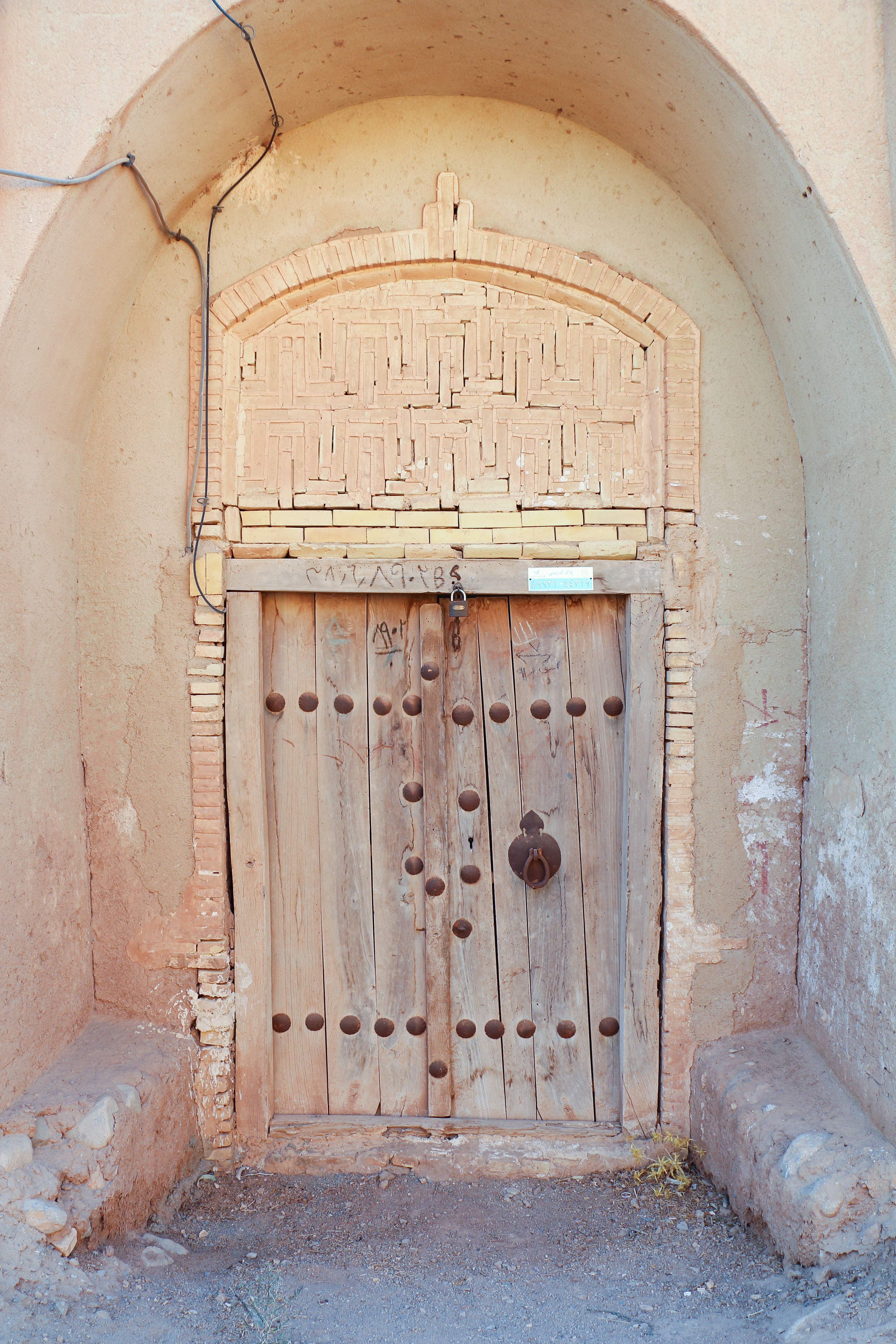